# Iuper, Razgrad
Iuper (în bulgară Юпер) este un sat în comuna Kubrat, regiunea Razgrad,  Bulgaria. 

## Demografie
Componența etnică a satului Iuper
     Bulgari (79,95%)
     Romi (9,81%)
     Nicio identificare (10,22%)
     Altele (0%)
La recensământul din 2011, populația satului Iuper era de 499 locuitori. Din punct de vedere etnic, majoritatea locuitorilor (79,95%) erau bulgari, cu o minoritate de romi (9,81%). Pentru 10,22% din locuitori nu este cunoscută apartenența etnică.